# Rácov
Rácov (německy: Raztau) je vesnice, část městyse Batelov, v okrese Jihlava v Kraji Vysočina, při severozápadním okraji Javořické vrchoviny.
Leží 3 kilometry jižně od městyse Batelov. Ves se rozkládá v nadmořské výšce 625 metrů na severozápadním svahu, obráceném do bezlesého údolí Batelovského potoka, tekoucího směrem na sever. Ve vsi je množství dochovaných venkovských usedlostí.

## Název
Název se vyvíjel od varianty u Rácova (1534), na Raczowie (1571), Raczow (1678), Rozau (1718), Raczau (1751), Ratzau a Racow (1846), Ratzau a Racov (1872), Rácov (1881), Ratzau a Rácov (1885) až k podobě Rácov v roce 1924. Místní jméno vzniklo přidáním přivlastňovací přípony -ov k osobnímu jménu Rac (zkrácení jména Radslav či Ratslav).

## Historie
První písemná zmínka o obci pochází z roku 1529.
Sbor dobrovolných hasičů vznikl v roce 1902. K roku 2013 má 24 členů.
V letech 1869–1989 byla samostatnou obcí a od 1. července 1989 se vesnice stala místní částí městyse Batelov.

## Přírodní poměry
Rácov leží v okrese Jihlava v Kraji Vysočina. Nachází se 3,5 km jižně od Batelova, 1,5 km jihozápadně od Lovětína, 6,5 km severně od Řídelova a 2,5 km východně od Nové Vsi. Geomorfologicky je oblast součástí Česko-moravské subprovincie, konkrétně na rozmezí Křižanovské vrchoviny a Javořické vrchoviny a jejich podcelků Brtnická vrchovina a Jihlavské vrchy, v jejichž rámci spadá pod geomorfologické okrsky Třešťská pahorkatina a Řásenská vrchovina. Průměrná nadmořská výška činí 625 metrů. Nejvyšší bod, Rácovský lísek (724 m n. m.), leží na jihozápadní hranici katastru. Jižně od Rácova stojí Křepírek (723 m n. m.). Západně od vsi protéká bezejmenný potok, který se vlévá do Batelovského potoka, na němž se severně od vsi nacházejí Horní a Dolní rybník. Jihovýchodně od Rácova pramení Lovětínský potok. Na mezi u východního břehu rybníka Dolní mlýn roste památný 7metrový jalovec obecný, jehož stáří bylo roku 2009 odhadováno na 60 let.

## Obyvatelstvo
Podle sčítání 1930 zde žilo v 53 domech 274 obyvatel. 274 obyvatel se hlásilo k československé národnosti. Žilo zde 271 římských katolíků a 1 evangelík.
| Rok            | 1869 | 1880 | 1890 | 1900 | 1910 | 1921 | 1930 | 1950 | 1961 | 1970 | 1980 | 1991 | 2001 | 2011 | 2021 |
| -------------- | ---- | ---- | ---- | ---- | ---- | ---- | ---- | ---- | ---- | ---- | ---- | ---- | ---- | ---- | ---- |
| Počet obyvatel | 295  | 331  | 327  | 331  | 328  | 333  | 274  | 244  | 211  | 186  | 146  | 131  | 135  | 119  | 105  |
| Počet domů     | 45   | 49   | 56   | 48   | 48   | 48   | 53   | 62   | 53   | 53   | 48   | 49   | 57   | 56   | 53   |

## Hospodářství a doprava
V obci sídlí firmy Farma RL, s.r.o., GABLER s.r.o., Žula Rácov,s.r.o., LUCASO s.r.o. a NUTTY s.r.o. Obcí prochází silnice III. třídy č. 13421 do Batelova a č. 13422 do Lovětína. Dopravní obslužnost zajišťuje dopravce ICOM transport. Autobusy jezdí ve směrech Jihlava, Počátky, Lovětín a Batelov. Obcí prochází cyklistická trasa č. 5092 z Lovětína do Batelova.

## Školství, kultura a sport
Ve školním roce 1963/1964 byla uzavřena pro nedostatek žáků zdejší škola s 1.–5. ročníkem, od té doby děti dojíždějí do základní školy v Batelově. Sbor dobrovolných hasičů Rácov byl založen roku 1902.

## Památky
- Barokní kaple Panny Marie Bolestné z roku 1770
- Boží muka směrem k Batelovu
- Památkově chráněná nádrž na návsi z roku 1791,[18] vytesaná z jednoho kusu kamene
- Jalovec mezi Batelovem a Rácovem - památný strom

## Zajímavosti
- Ve 14. století stála v obci tvrz, dvůr a pivovar
- Byly zde nalezeny mince ze 13. století

## Další fotografie

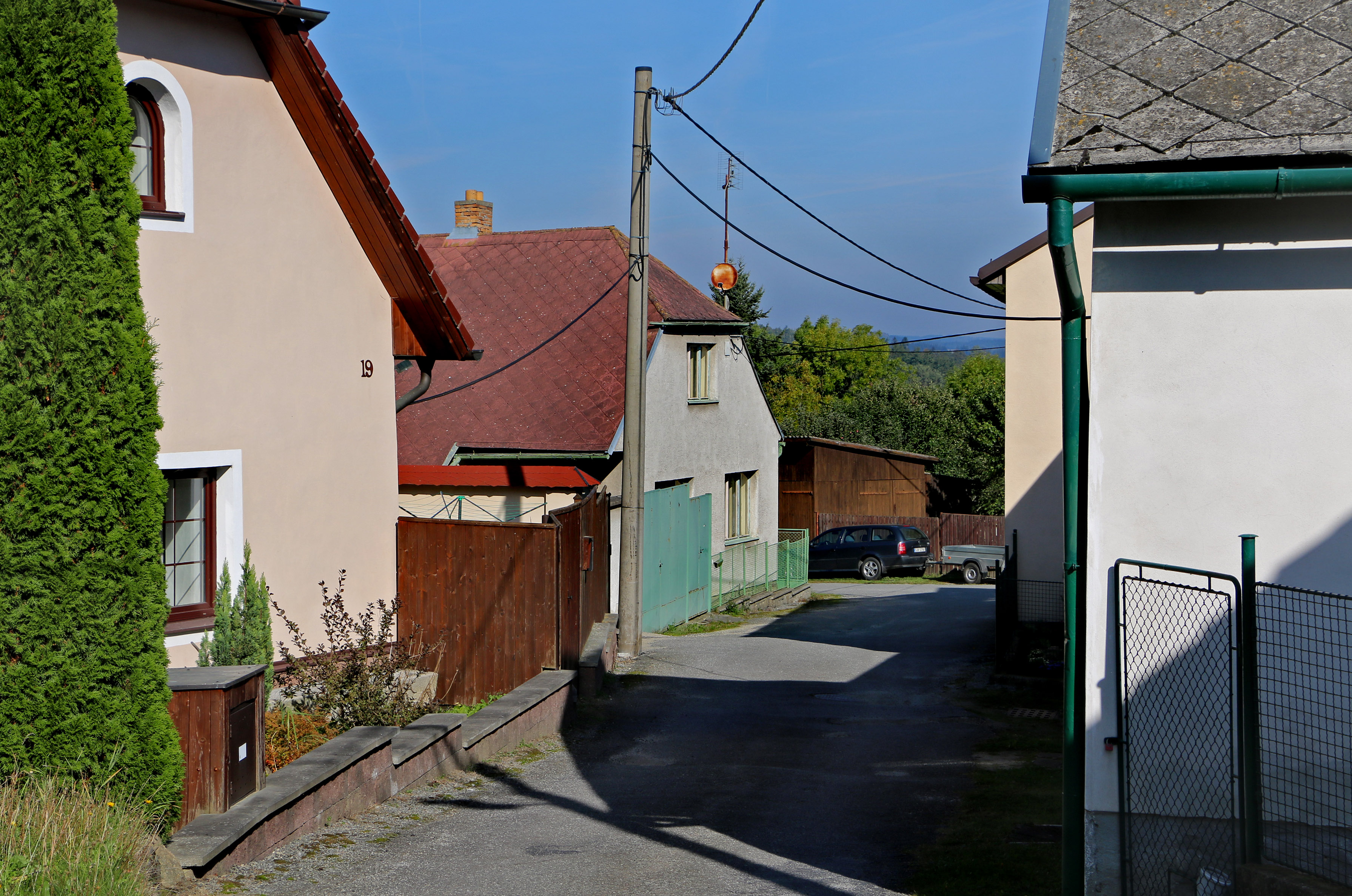
Postranní ulice
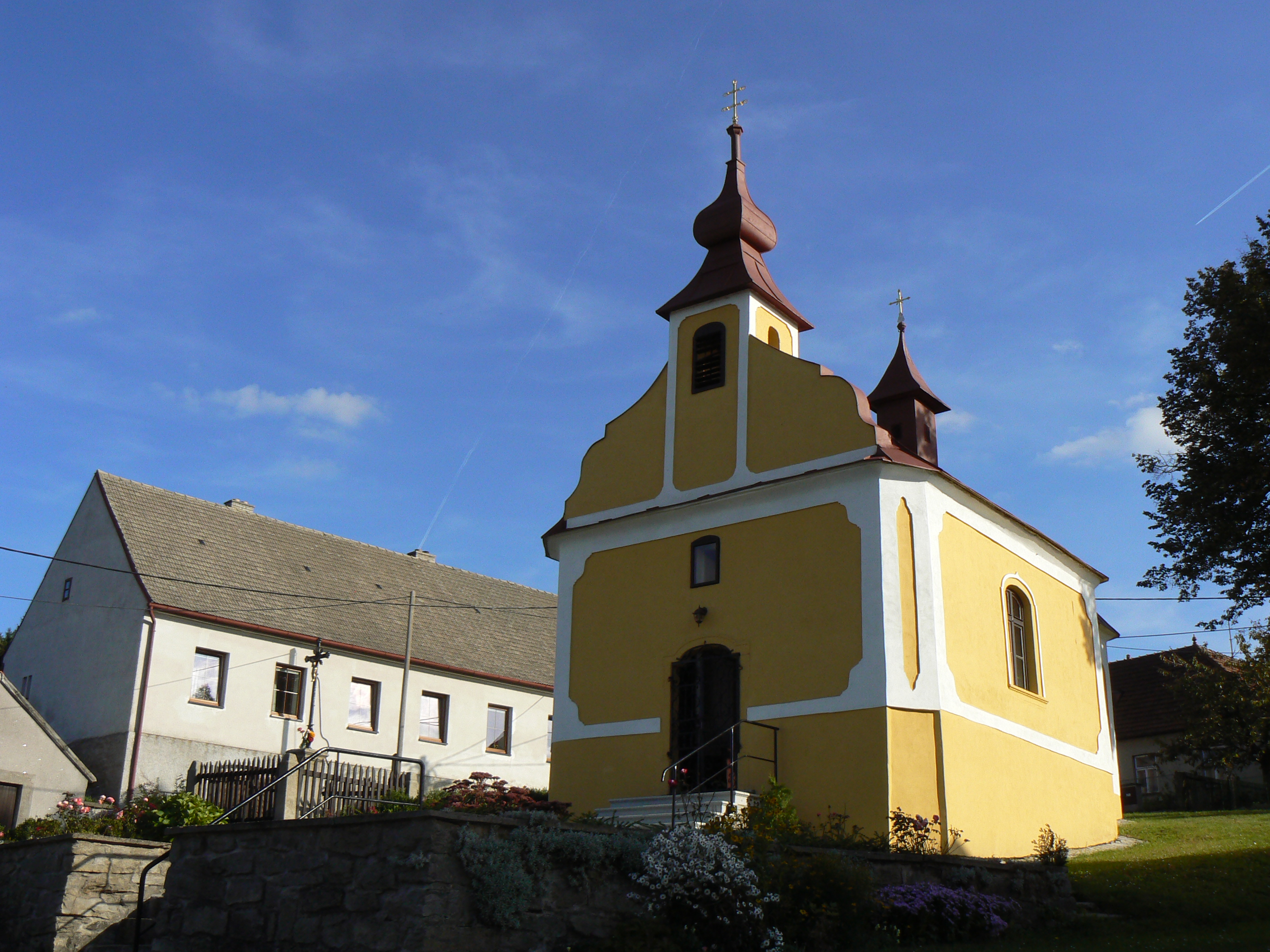
Kaple
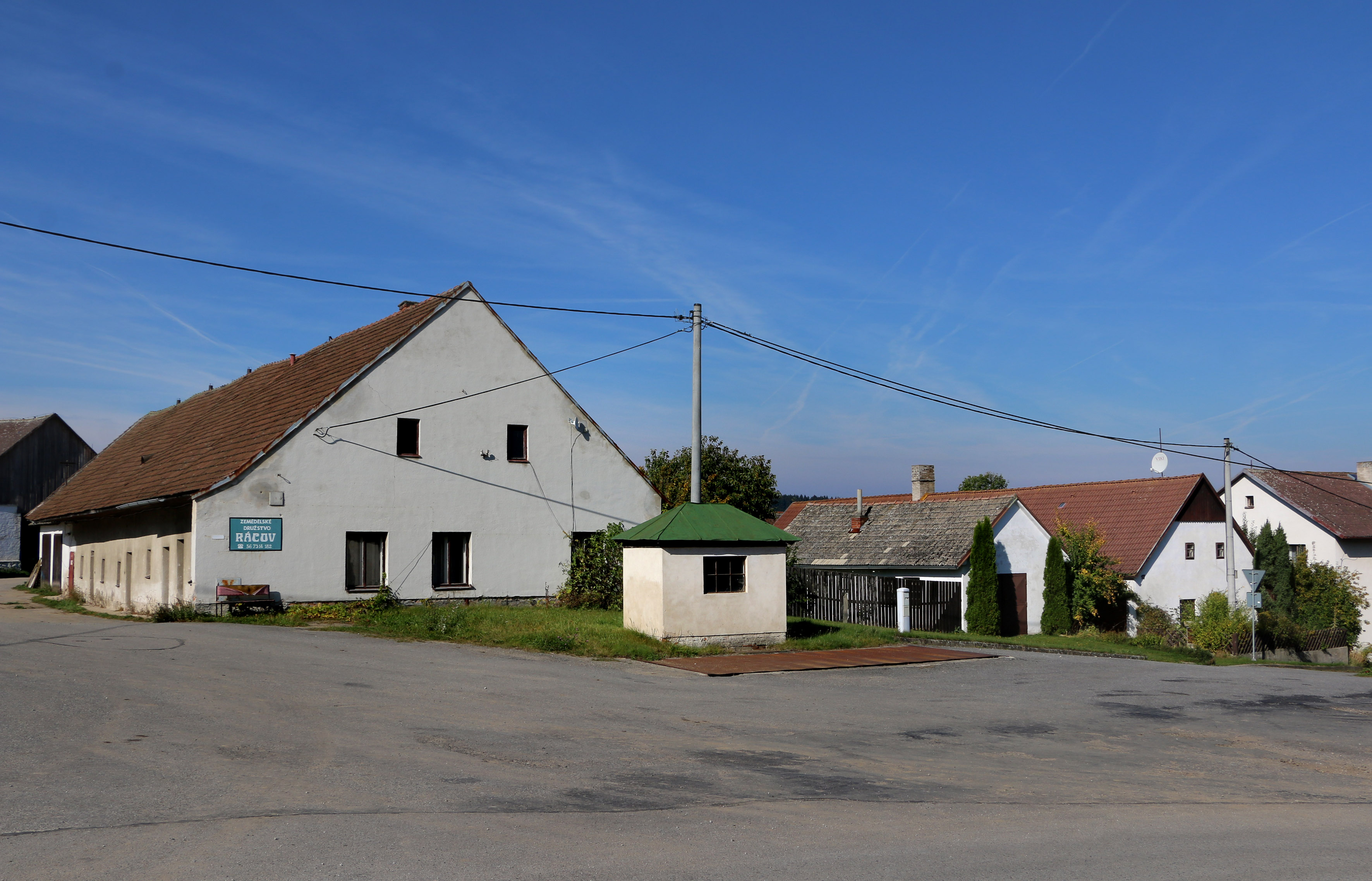
Náves
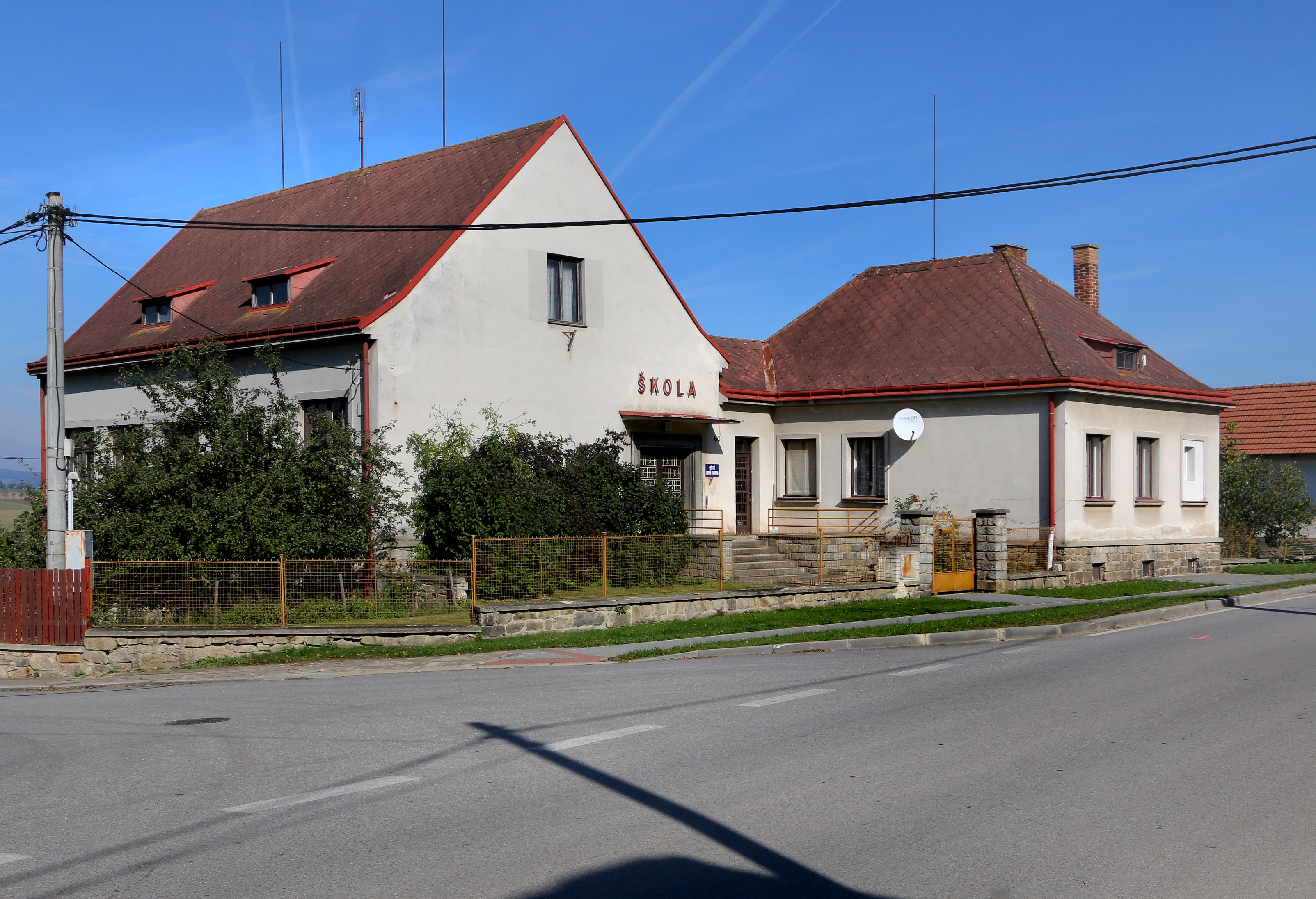
Bývalá škola